# وجانه
وجانه (به عربی: وجانة) یک شهرداری در الجزایر است که در استان جیجل واقع شده‌است. وجانه ۸٬۶۱۲ نفر جمعیت دارد.